# Richard von Goldberger
Pour les articles homonymes, voir Goldberger.
Richard von Goldberger, né le 22 juin 1875 à Vienne et mort le 25 août 1927  à Berlin, est un compositeur autrichien d'opérettes à succès.

## Biographie
Goldberger est copropriétaire du Johann Strauss-Theater à Vienne. Il écrit un certain nombre d'opérettes dont Der Stern von Assuan, créée à l'Opéra Kroll à Berlin. Il entre en conflit avec l'Administration générale du Stadttheater. En 1918, on lui doit l'opérette Die Modebaronin sur un livret de Robert Bodansky et Hanns Sassmann.
Les archives de Goldberger sont conservées à la Société des amis de la musique de Vienne.

## Œuvres principales
- Mondweibchen, ballet-féerie en deux parties
- Vergißmeinnicht, ballet en un acte
- Der Zauberknabe, opérette
- Der Stern von Assuan, opérette
- Die Modebaronin, opérette